# ریچارد کوپر (بازیکن فوتبال، زاده۱۹۷۹)
ریچارد کوپر (انگلیسی: Richard Cooper؛ زادهٔ ۲۷ سپتامبر ۱۹۷۹) بازیکن فوتبال اهل بریتانیا است.
از باشگاه‌هایی که در آن بازی کرده‌است می‌توان به باشگاه فوتبال ناتینگهام فارست، باشگاه فوتبال یورک سیتی، باشگاه فوتبال آلفرتون تاون، و باشگاه فوتبال ایستوود اشاره کرد.
وی همچنین در تیم ملی فوتبال England Youth بازی کرده‌است.